# Тамини, Жан
Жан Тамини́ (фр. Jean Tamini; 9 декабря 1919 — 13 марта 1993) — швейцарский футболист, игравший на позиции нападающего. Выступал за команды «Лион», «Сент-Этьен» и «Серветт». В составе сборной Швейцарии сыграл 20 матчей, забил три гола. Участник чемпионата мира 1950 года.

## Клубная карьера
Жан Тамини начинал футбольную карьеру во французском клубе «Лион», а в 1941 году перешёл в «Сент-Этьен». В составе клуба дебютировал 5 октября в матче чемпионата Франции против марсельского «Олимпика», а первый гол забил 21 декабря во встрече с «Олимпик Алес». В 16 матчах чемпионата Тамини забил три гола, а также провёл одну игру в Кубке Франции. 
Летом 1942 года он вернулся в «Лион», а через год перешёл в швейцарский «Серветт». Свои первые голы Жан забил 17 октября в ворота «Санкт-Галлена», отличившись хет-триком — всего в сезоне 1943/44 он забил 6 голов в чемпионате Швейцарии. 
В первой половине сезона 1944/45 нападающий выступал за «Серветт», забив 4 гола в чемпионате, а в январе 1945 года вновь вернулся в «Лион». В том же году Тамини вернулся в состав «Серветта», с которым в сезоне 1945/46 выиграл национальный чемпионат. В чемпионском сезоне он забил 8 голов, а в следующем сезоне записал на свой счёт 15 мячей. 
За пять сезонов Жан забил за «Серветт» 61 гол в чемпионате, дважды выигрывал чемпионат и один раз Кубок Швейцарии. С 1950 года выступал за «Сент-Этьен» — в сезоне 1950/51 с 11 голами стал лучшим бомбардиром команды. Завершил карьеру в «Серветте» в 1954 году. 
С 1955 года Тамини работал с любительской командой лионского «Олимпика», а в 1959 году стал спортивным директором клуба.

## Сборная Швейцарии
В составе сборной Швейцарии Жан дебютировал 10 ноября 1946 года в товарищеском матче против Австрии, ранее он сыграл несколько неофициальных матчей, в том числе за вторую сборную. Свой первый гол он забил 2 ноября 1947 года в матче против сборной Бельгии, отличившись на 28-минуте. Игра завершилась со счётом 4:0 в пользу швейцарцев. 
В июне 1950 года Тамини отправился со сборной на чемпионат мира в Бразилию. На турнире он сыграл во всех трёх матчах группы — против Югославии, Бразилии и Мексики, но его команда заняла только третье место и не смогла выйти в финальную часть чемпионата. За четыре года в сборной Жан сыграл 20 матчей и забил 3 гола.

## Достижения
«Серветт»
- Чемпион Швейцарии: 1945/46, 1949/50
- Обладатель Кубка Швейцарии: 1948/49